# AK 160

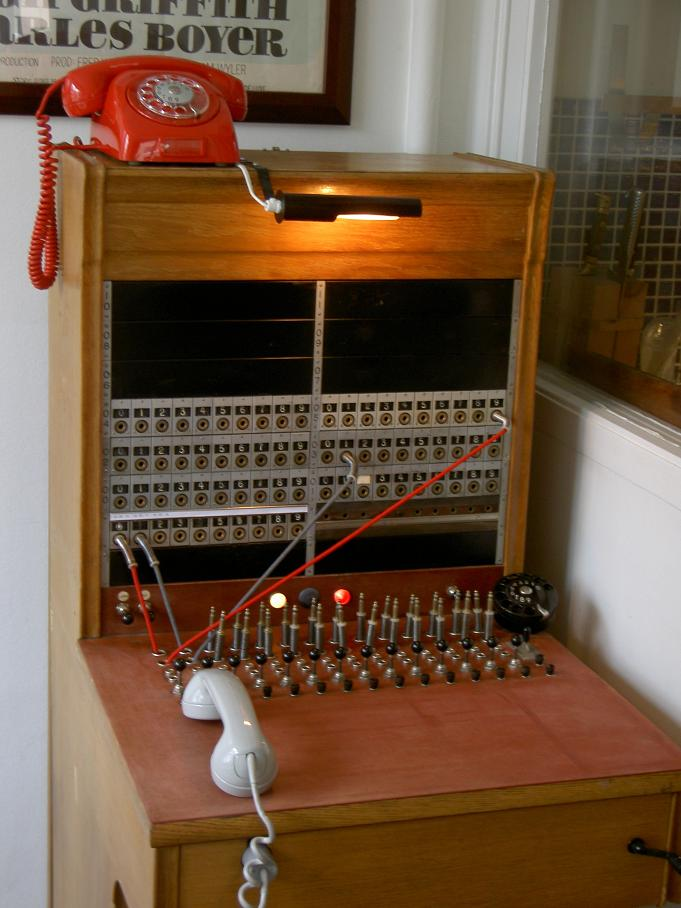
AK 160

AK 160 var en manuell snörväxel av s.k. klaffjacktyp och fanns som abonnentväxel i svenska televerkets produktutbud. Växeltypen fanns kvar i drift till slutet av 1980-talet. Alla typer av samtal, även interna, kopplades av telefonist. 